# Sepúlveda
Sepúlveda é um município da Espanha na província de Segóvia, comunidade autónoma de Castela e Leão, de área 124 km² com população de 1314 habitantes (2007) e densidade populacional de 10,07 hab/km².
Pertence à rede das Aldeias mais bonitas de Espanha.

## Demografia
| Variação demográfica do município entre 1991 e 2004 | Variação demográfica do município entre 1991 e 2004 | Variação demográfica do município entre 1991 e 2004 | Variação demográfica do município entre 1991 e 2004 |
| --------------------------------------------------- | --------------------------------------------------- | --------------------------------------------------- | --------------------------------------------------- |
| 1991                                                | 1996                                                | 2001                                                | 2004                                                |
| 1401                                                | 1343                                                | 1293                                                | 1336                                                |

## Património
- Câmara Municipal
- Antiga prisão
- Igrejas românicas
- Museus
- Teatro
- Praça Maior, centro neurálgico de Sepúlveda